# Beschuit met muisjes
Beschuit met muisjes wordt in Nederland speciaal gegeten wanneer er een baby is geboren.
Beschuit met muisjes is een typisch Nederlandse traditie. In Vlaanderen trakteren de ouders na een geboorte op suikerbonen, in Noord-Brabant is dit ook traditie, samen met beschuit met muisjes. In Twente is het gebruikelijk om naast muisjes ook krentenwegge te eten na de geboorte.

## Bereiding
Beschuiten zijn tweemaal gebakken ronde, platte broodjes die daardoor krokant en enigszins breekbaar zijn geworden. Hierop smeert men boter of margarine en daarop doet men vervolgens de muisjes. Door de beschuit te 'stempelen' in een schaal met muisjes worden deze gelijkmatig verdeeld. Deze 'muisjes' zijn versuikerde anijszaadjes. Tot medio 1990 waren muisjes altijd roze met wit. Daarna werden muisjes in twee verschillende kleuren op de markt gebracht: blauw met witte muisjes worden gebruikt wanneer er een jongetje is geboren, en roze met witte wanneer het een meisje betreft.

## Oorsprong

### Oude kraamgebruiken

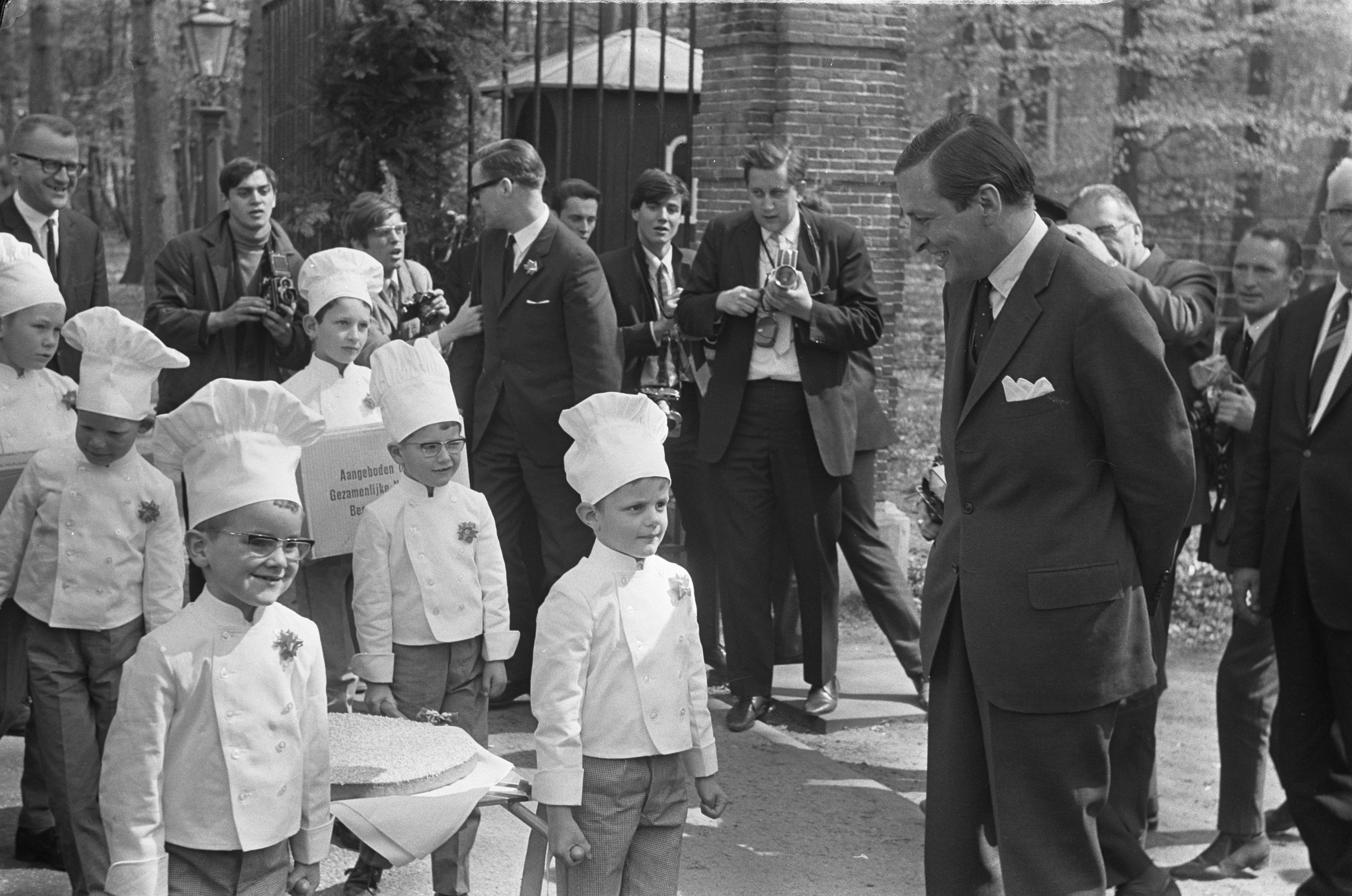
Ter gelegenheid van de geboorte van prins Willem-Alexander wordt beschuit met muisjes aangeboden aan prins Claus.

Al in de middeleeuwen was het gebruikelijk dat de moeder en de kraamvisite getrakteerd werden op iets lekkers. De geboorte van een kind werd flink gevierd en daarbij werd de hele buurt betrokken. Het krijgen van een kind kon in die tijd gevaarlijk zijn. Gezien de medische omstandigheden van toen bestond het risico dat zowel moeder als kind het kraambed niet overleefden. Een voorspoedig verlopen geboorte moest dan ook goed gevierd worden (o.a. met het kraameten, het kraamschudden en het doopfeest).
Vrij snel na de geboorte stroomde het kraambezoek binnen. De kinderen uit de buurt werden getrakteerd op lekkernijen die het nieuwe kindje zogenaamd had meegebracht. De kinderen kregen een suikerbol of een boterham met suiker, het kindermanstik.
Het is niet te achterhalen hoe beschuit met muisjes zijn ontstaan. Vroeger werd beschuit alleen als lekkernij bij feestelijke gelegenheden gegeten. Het was een echte luxe en alleen voor de rijken weggelegd. Een dik besuikerde beschuit werd als een echte traktatie ter viering van de geboorte gegeten. Voor de gewone mensen was er besuikerd wittebrood.

### Anijs
De basis van de muisjes is de combinatie van anijszaadjes en suiker. Van oudsher wordt aan de anijszaadjes en de anijsolie geneeskrachtige eigenschappen toegeschreven. Ook werd anijs gebruikt bij de bereiding van voedsel, drank en geneesmiddelen.
Zo vertelde de baker de kraamvrouw dat ze anijs moest eten omdat dat goed zou zijn voor de productie van moedermelk. Rond de 17e eeuw werd direct na de bevalling kraamanijs, ook bekend als anisette, aan de kraamvrouw geschonken. Anijs had indertijd de reputatie dat het de baarmoeder na de geboorte snel tot de oorspronkelijke grootte kon terugbrengen, bovendien zou het de boze geesten bezweren.

### Symboliek
Over de oorsprong van de naam 'muisje' zijn niet alle historici het eens. Sommigen zeggen dat de vorm van het in suiker gehulde anijszaadje, met zijn staartje, tot de naam heeft geleid. Ook kan de naam zijn oorsprong vinden in het zinnebeeld van vruchtbaarheid dat de muis vertegenwoordigt (de muis plant zich namelijk snel voort).
Een ander oud gebruik is het geven van kraamflesjes aan de kinderen. In een flesje met smalle hals zaten anijsmuisjes en de kinderen moesten die eruit peuteren. Dat was symbolisch voor de manier waarop het kindje geboren werd.

### Afkomst
De beschuit met muisjes die inmiddels bekend is in heel Nederland, is afkomstig uit de Zaanstreek.
In enkele delen van het land, voornamelijk in Gelderland, Zuid-Holland en Noord-Brabant, werden de beschuiten bij de geboorte bestrooid met anijszaadjes, omgeven door een laagje suikerglazuur. In Nederland zijn de muisjes van De Ruijter bekend ("Muisjes" is een geregistreerd merk van De Ruijter). De grondslag hiervoor werd in 1860 gelegd toen Cornelis de Ruijter zijn eigen banketbakkerszaak begon, nadat hij het vak had geleerd bij een banketbakker in Utrecht.

## Kleuren

### Roze en blauw

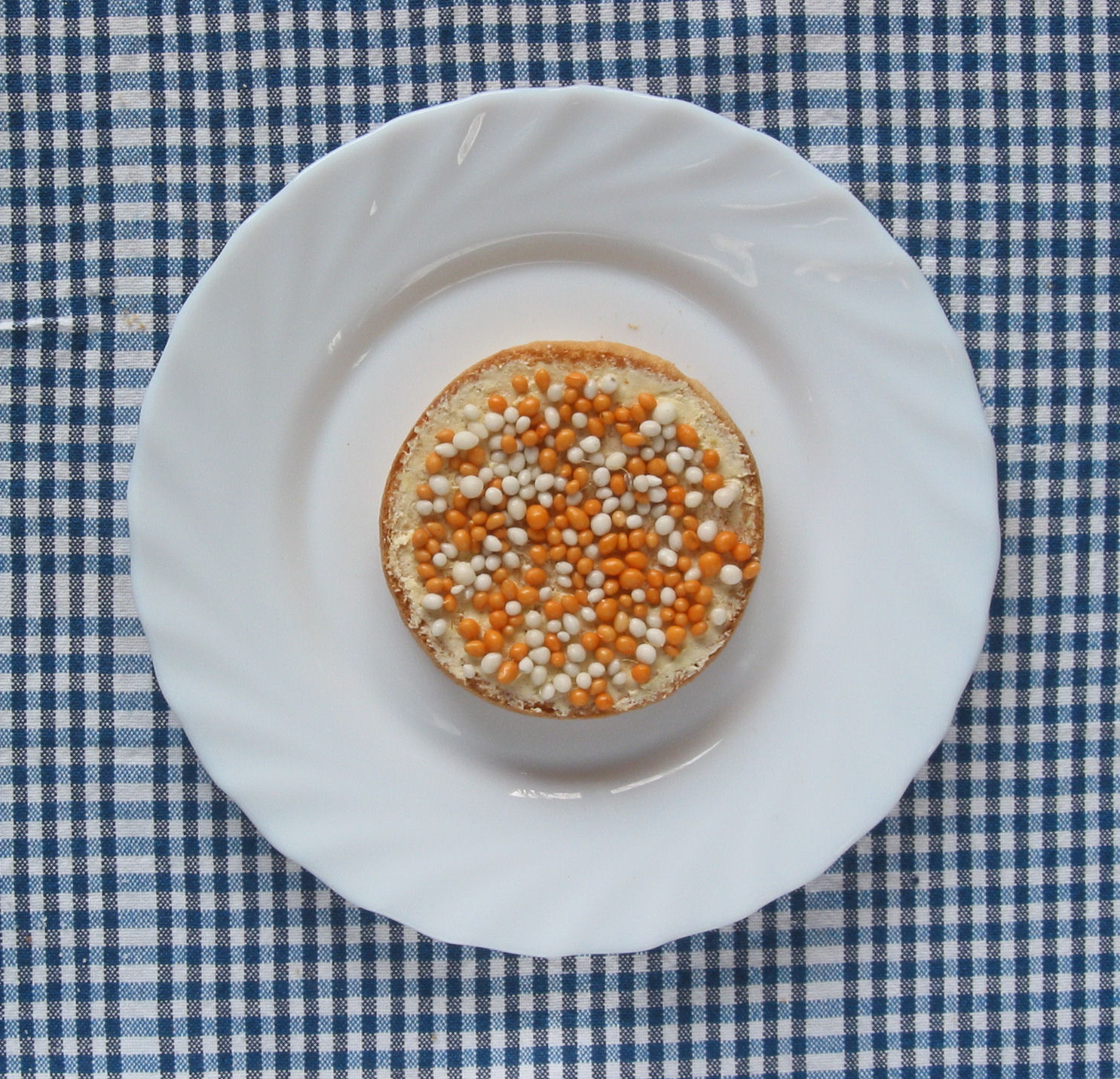
Oranje muisjes

De wit met roze muisjes werden sinds 1860 door firma De Ruijter industrieel geproduceerd. Pas na de geboorte van prinses Beatrix in 1938 werd het serveren van beschuit met muisjes bij een geboorte pas echt een landelijke traditie. Zowel bij de geboorte van een meisje als een jongen werden roze met witte muisjes geserveerd. Na de introductie van de blauw met witte muisjes in 1994 werd het gewoonte om bij de geboorte van een jongen blauwe muisjes te serveren. Dit is dus een relatief nieuwe gewoonte.

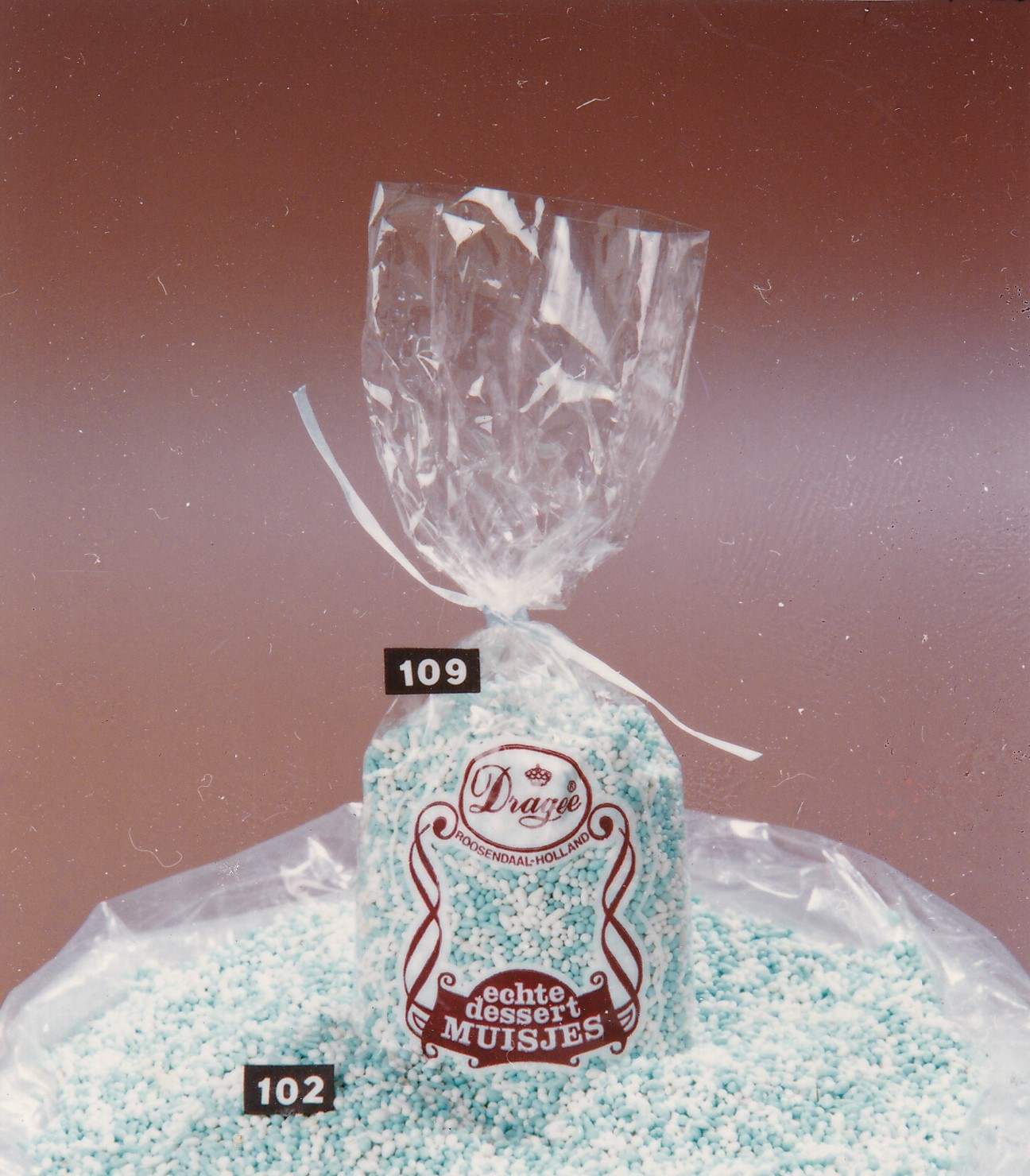
Een Productfoto van de Dragee blauwe echte dessert muisjes die de vertegenwoordigers in 1990 in hun portfoliomap hadden zitten.

In 1990 had Importhuis Dragee b.v. al, toen gevestigd op de Meeten in Roosendaal, de Blauw-Witte Dessert muisjes als eerste op de Nederlandse markt. Dragee kocht deze bij de firma Smulders b.v. gevestigd te Rotterdam in. Doordat Dragee voornamelijk aan banketbakkers en speciaalzaken leverde, waren ze hierdoor minder onder het grote publiek bekend.

### Oranje
De firma De Ruijter bracht een groot blik oranje muisjes op Paleis Soestdijk bij de geboorte van prinses Beatrix in 1938. Het werd destijds in alle filmjournaals vertoond. Het aanbieden van oranje muisjes bij de geboorte van een prins of prinses van Oranje is sindsdien een traditie. De oranje muisjes worden dan tijdelijk in de supermarkt verkocht.

### Geel
De Rooms-Katholieke Kerk in Nederland zette de ‘geboorte’ van de nieuwe paus Benedictus XVI luister bij door te trakteren op beschuit met geel-witte muisjes. De muisjes in de pauselijke kleuren werden op 23 april 2005 aangeboden op diverse plekken in het land, bijvoorbeeld aan de bezoekers van de Kerkendag in Zwolle en aan het winkelend publiek op het Vredenburg in Utrecht.
Ook werd de opening van de 250ste Jumbo-supermarkt gevierd met beschuit met geel-witte muisjes.

### Groen
Ter gelegenheid van de 'geboorte' van het nieuwe stadscentrum van Zaanstad, de bakermat van de beschuit-met-Muisjestraditie, bracht Delicia in samenwerking met AH de Groen/Witte Zaanse Muisjes uit (januari 2012). Omdat de naam 'Muisjes' beschermd blijkt te zijn, zal bij een eventuele volgende productie die naam moeten worden aangepast.

### Rood/blauw
In 2019 organiseerde de personeelsvereniging van de lokale versmarkt Beej Benders de Venlose Boerenbruiloft (feest). Ter gelegenheid hiervan waren in de schappen “Venlose Sókkerkäörkes” (het Venlose woord voor muisjes) te vinden. Deze waren roeëd&blauw, de stadskleuren van Venlo.